# Aérospatiale
Aerospatiale (francoska izgovorjava: [aeʁɔspasjal]) je franosko podjetje v lasti vlade, ki načrtuje in proizvaja helikopterje, letala, vesoljske rakete, satelite, druge vesoljske komponentne in raketno orožje. Njihove izdelke se uporablja v civilnem in vojaškem svetu. Podjetje je bilo ustanovljeno leta 1970, ko so se združili Sud Aviation, Nord Aviation in inštitut SÉREB. Sprva je bilo znano kot Société nationale industrielle aérospatiale (SNIAS). Sedež podjetja je v Parizu. Aerospatiale je zdaj del EADS-a, razen satelitskega oddelka, ki se je združil v Alcatel Space, le-ta se je pozneje preimenoval v Thales Alenia Space.

## Produkti

### Letala
- ATR 42
- ATR 72
- Avion de Transport Supersonique Futur (predlagan)
- CM.170 Magister
- CM.175 Zephyr
- Concorde skupaj z British Aircraft Corporation
- N.262
- N.500
- SE 210 Caravelle
- SN 601 Corvette
- TB 30 Epsilon
- Ludion
- Transall C-160

### Helikopterji
- AS 332 Super Puma
- AS 350 Ecureuil/AStar
- AS 355 Ecureuil 2/TwinStar
- AS 532 Cougar
- AS 550 Fennec
- AS 565 Panther
- SA 313/SA 318 Alouette II
- SA 315B Lama
- SA 316/SA 319 Alouette III
- SA 321 Super Frelon
- SA 330 Puma
- SA 341/SA 342 Gazelle
- SA 360 Dauphin
- SA 365/AS365 Dauphin 2
- HH-65 Dolphin
- Tiger Attack Helicopter

### Brezpilotno letalo
- C.22

### Rakete
- AS 15 TT
- AS-20
- AS-30
- M1 (raketa)
- M20 (raketa)
- M45 (raketa)
- S1 raketa
- S2 raketa
- S3 (raketa)
- SS.11
- SS.12/AS.12
- Air-Sol Moyenne Portée
- ENTAC
- Exocet
- Hadès (raketa)
- HOT (raketa)
- MILAN
- Pluton (raketa)
- Roland (raketa)

### Vesoljski prdukti
- AMC-5 (satelit)
- Arabsat (satelit)
  - Arabsat-1A
  - Arabsat-1B
- Ariane  družina raketr
  - Ariane 1
  - Ariane 2
  - Ariane 3
- Astra 5A (satelit)
- Atmospheric Reentry Demonstrator
- Diaman (raketa)t (raketa)
- Hermes vesoljsko plovilo (ni bilo zgrajeno)
- Huygens (sonda)
- Infrardeči vesoljski opazovalni sistem
- INSAT-1C (satelit)
- INSAT-2DT (satelit)
- Meteosat (satelit)
- Nahuel 1A (satelit)
- Proteus (satelit)
- Spacebus (satelit)
- Symphonie (satelit)
- Tele-X (satelit)
- Turksat (satelit)
  - Turksat 1A
  - Turksat 1B
  - Turksat 1C
- Topaze raketa
- TV-SAT 1 (satelit)